# Attigny (Vosges)
Attigny ist eine französische Gemeinde mit 202 Einwohnern (Stand: 1. Januar 2022) im Département Vosges der Region Grand Est. Sie gehört zum Arrondissement Neufchâteau und zum Gemeindeverband Les Vosges côté Sud-Ouest. Die Bewohner werden Attigniens und Attigniennes genannt.

## Geografie

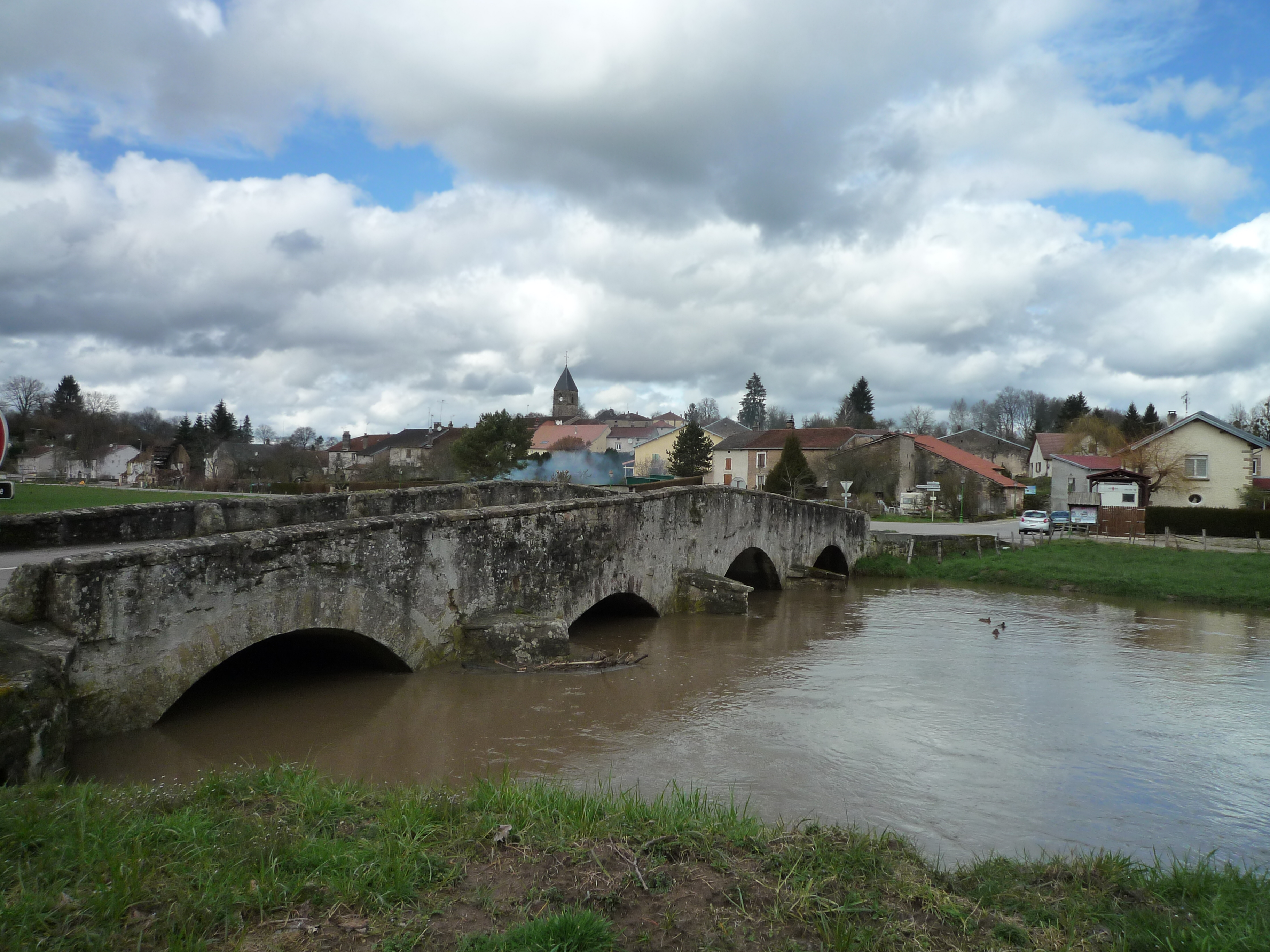
Brücke über die Saône in Attigny

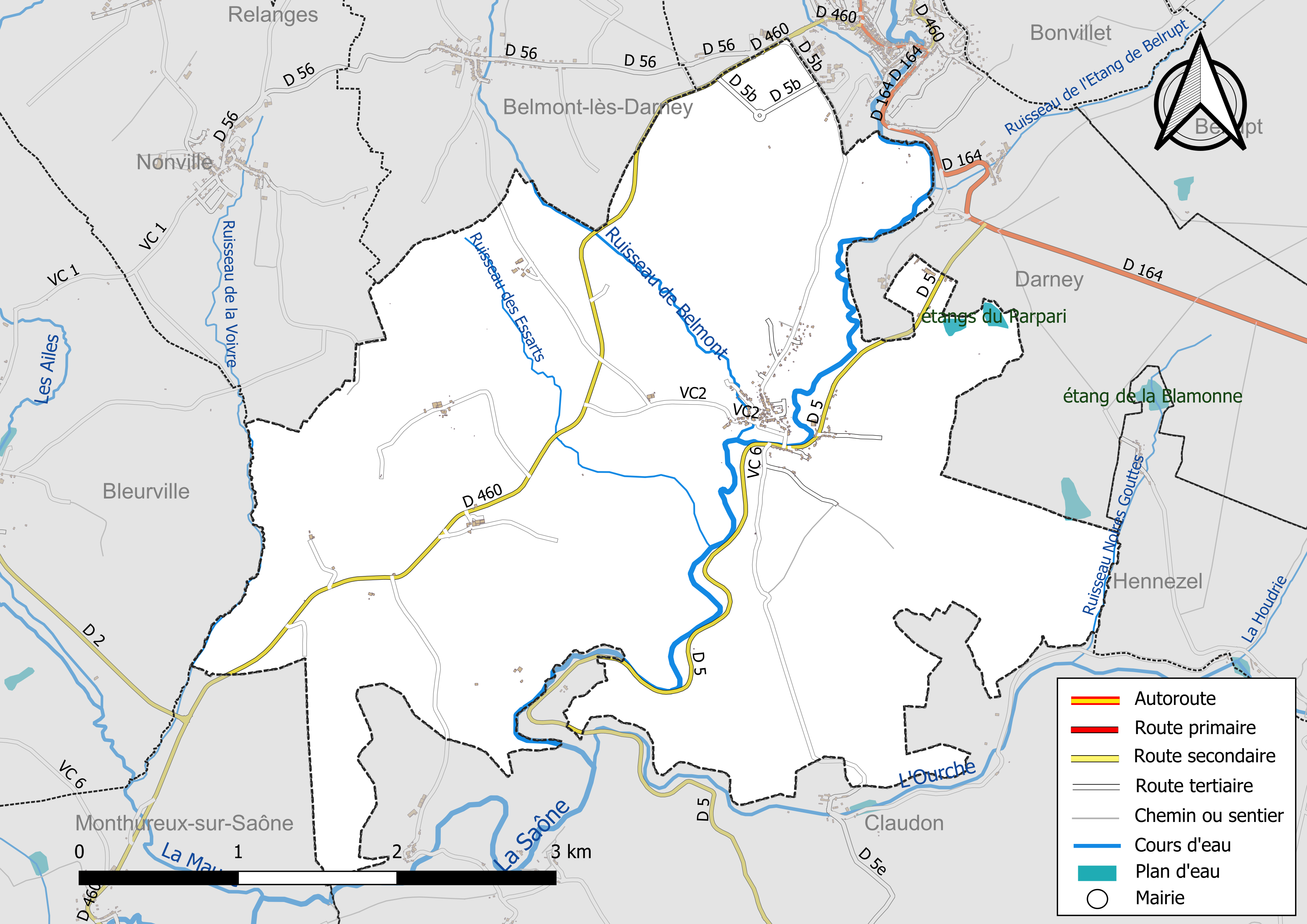
Gewässer und Straßen der Gemeinde

Die Gemeinde Attigny liegt etwa 17 Kilometer südöstlich von Vittel und etwa 35 Kilometer südwestlich von Épinal im Südwesten der ehemaligen Region Lothringen.
Von Nordosten nach Südwesten durchquert in zahlreichen Windungen die obere Saône das Gemeindegebiet, die südlich des Kernortes die aus Osten kommende Ourche aufnimmt. Etwa ein Viertel des Gemeindeareals ist von Wäldern bedeckt. Der Forst Bois d’Attigny ist Teil eines verzweigten, über 100 km² umfassenden zusammenhängenden Waldgebietes, das weit in die Region Bourgogne-Franche-Comté hineinreicht.
Zu Attigny gehören die Ortsteile La Grange Jacquot, Le Cras und Le Parpari.
Nachbargemeinden von Attigny sind Darney im Norden und Nordosten, Hennezel im Osten, Claudon im Süden, Monthureux-sur-Saône im Südwesten, Bleurville im Westen sowie Nonville und Belmont-lès-Darney im Nordwesten.

## Bevölkerungsentwicklung
| Jahr      | 1962 | 1968 | 1975 | 1982 | 1990 | 1999 | 2010 | 2021 |
| Einwohner | 303  | 332  | 307  | 305  | 280  | 278  | 259  | 201  |

Im Jahr 1841 wurde mit 941 Bewohnern die bisher höchste Einwohnerzahl ermittelt. Die Zahlen basieren auf den Daten von cassini.ehess und INSEE.

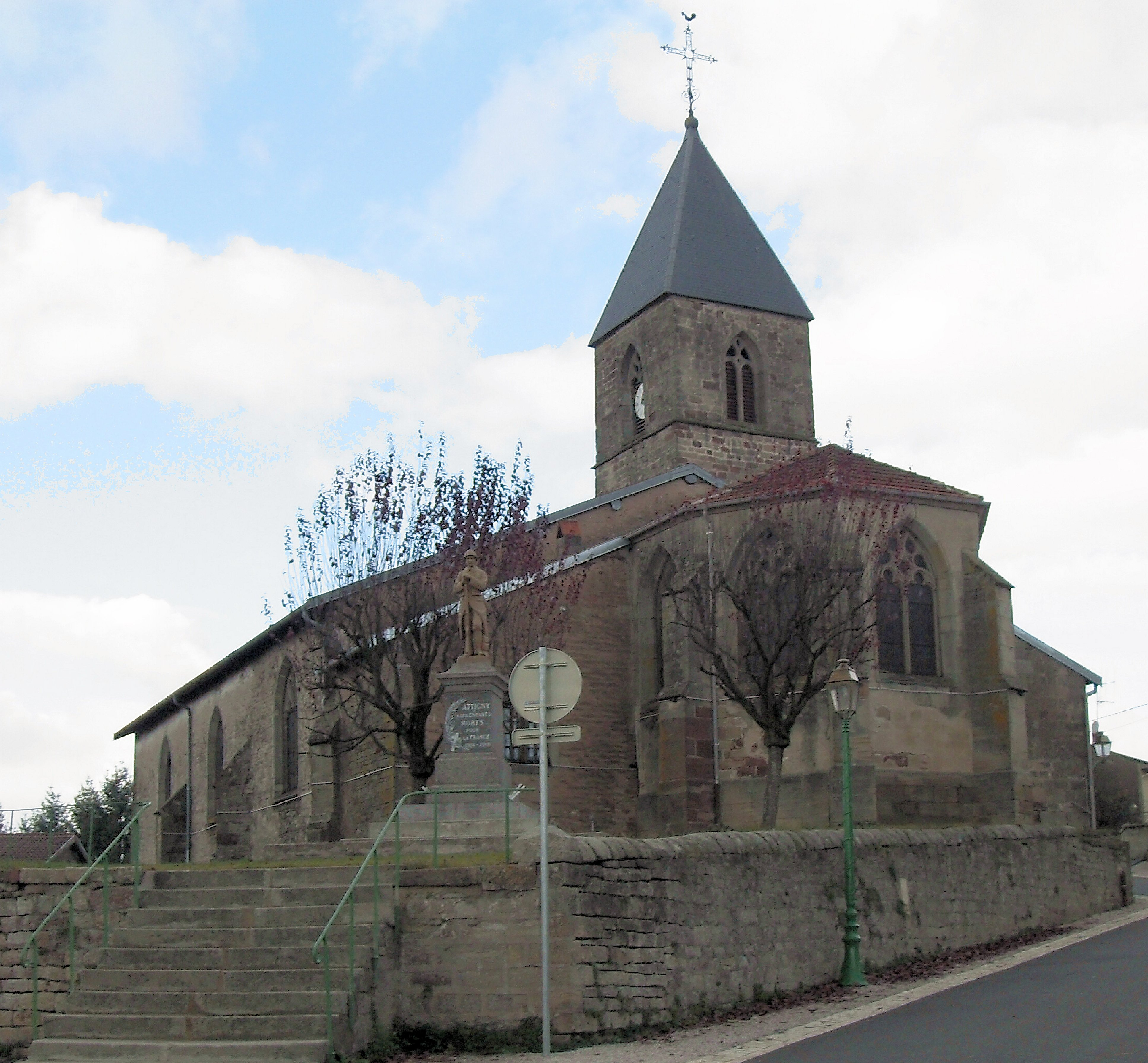
Kirche Mariä Geburt

## Sehenswürdigkeiten
- Brücke über die Saône aus dem 17. Jahrhundert
- Kirche Mariä Geburt (Église de la Nativité de Notre-Dame) aus dem 16. Jahrhundert mit einem Altargemälde und drei Statuen, die als Monument historique klassifiziert wurden

## Wirtschaft und Infrastruktur
In der Gemeinde sind sechs Landwirtschaftsbetriebe ansässig (Getreideanbau, Milchwirtschaft, Zucht von Rindern, Büffeln, Schafen und Ziegen).
Durch Attigny führt die Fernstraße D 5 von Darney nach Corre. 26 Kilometer nordwestlich besteht in Bulgnéville ein Anschluss an die Autoroute A 31.

## Belege
1. ↑  Attigny auf cassini.ehess
2. ↑  Attigny auf INSEE
3. ↑  Landwirtschaftsbetriebe auf annuaire-mairie.fr (französisch)